# Mil historias
Mil historias è il secondo album dei Taxi, pubblicato nel 2006.

## Tracce
1. No caigas – 3:41
2. Mil historias – 4:39
3. Toda mi vida – 3:44
4. Hoy (Ganas de vivir) – 3:37
5. Cuando escucha tu voz – 4:02
6. Aquí estoy – 4:31
7. Respirar – 3:09
8. Siempre – 2:57
9. Es tu voz – 4:18
10. Tú – 4:55
11. No lo entiendo – 3:29
12. Podría soñar – 4:03